# 로아사과
로아사과(Loasa科, 학명: Loasaceae 로아사케아이[*])는 층층나무목의 과이다. 15~20여 속에 약 200~2600여 종을 포함하고 있다. 원산지는 아메리카와 아프리카이다. 이 과는 일년생, 이년생, 다년생의 초본 식물이며, 작은 관목과 나무로 이루어져 있다.

## 하위 분류
- 로아사속(Loasa Adans.)
- Aosa Weigend
- Blumenbachia Schrad.
- Caiophora C.Presl
- Cevallia Lag.
- Eucnide Zucc.
- Fuertesia Urb.
- Grausa Weigend & R.H.Acuña
- Gronovia Houst. ex L.
- Huidobria Gay
- Kissenia R.Br. ex Endl.
- Klaprothia Kunth
- Mentzelia Plum. ex L.
- Nasa Weigend
- Petalonyx A.Gray
- Pinnasa Weigend & R.H.Acuña
- Presliophytum (Urb. & Gilg) Weigend
- Schismocarpus S.F.Blake
- Scyphanthus D.Don
- Xylopodia Weigend